# Stylina disticha
Stylina disticha — вид грибів, що належить до монотипового роду Stylina.